# Enrico De Maria
Enrico De Maria, né le 20 décembre 1976 à Rüti, est un sportif suisse pratiquant la voile. Il est notamment deuxième aux Championnats du monde en 2004 et en 2010, champion d'Europe en 2007 et diplômé olympique aux Jeux olympiques d'été de 2004 et de 2008 en Star avec Flavio Marazzi. Il gagne aussi deux fois la Coupe de l'America avec Alinghi en 2003 et en 2007.

## Palmarès
- Jeux olympiques en Star
  - Jeux olympiques d'été de 2004 : 4e
  - Jeux olympiques d'été de 2008 : 5e
  - Jeux olympiques d'été de 2012 : 13e[2]

- Championnats du monde en Star
  - 2004 : 2e
  - 2008 : 4e
  - 2009 : 8e
  - 2010 : 2e
  - 2011 : 16e[3]

- Championnats d'Europe
  - 2007 : 1er[4]